# Revenge (2.ª temporada)
A segunda temporada da série de televisão americana Revenge estreou em  30 de setembro de 2012 e contou com 22 episódios.

## Enredo
Emily Thorne (Emily VanCamp) retorna à Hamptons com uma vingança. Após a descoberta de que sua mãe está viva e Amanda (Margarita Levieva) está de volta e grávida, Emily passa um tempo no Japão para reorganizar-se com a ajuda de Takeda (Cary-Hiroyuki Tagawa). Somos apresentados a Aiden Mathis (Barry Sloane), um velho conhecido de Emily que também teve a vida destruída pelos acontecimentos do voo 197. Victoria (Madeleine Stowe) está viva e faz um acordo com "O Grisalho" (James Morrison) para desaparecer com Charlotte (Christa B. Allen) e destruir Conrad (Henry Czerny), mas quando este toma posse da herança de Charlotte subornando o psiquiatra a considerá-la mentalmente incapaz, Victoria se vê obrigada a barganhar com o ex-marido novamente. "A Iniciativa", verdadeiros responsáveis pela queda do voo 197, faz aparições cada vez mais "visíveis" e perigosas através de sua agente Helen Crowley (Wendy Crewson) para encontrar o "Carrion", um programa cibernético perigoso criado por Nolan Ross (Gabriel Mann) no passado, com a capacidade de desligar toda a energia elétrica da cidade em segundos, e assim colocar em prática o novo plano terrorista da organização. Emily terá de lidar com o retorno da mãe problemática, do irmão de criação, e com os sentimentos que ela tem por Jack (Nick Wechsler), Aiden e Daniel (Josh Bowman), além da morte de Amanda e efeitos colaterais devastadores, que irão obrigá-la a revelar a sua verdadeira identidade a Jack para salvá-lo.

## Elenco

### Elenco Principal
- Emily VanCamp como Emily Thorne/Amanda Clarke (22 Episódios)
- Madeleine Stowe como Victoria Grayson (22 Episódios)
- Gabriel Mann como Nolan Ross
- Henry Czerny como Conrad Grayson
- Nick Wechsler como Jack Porter
- Joshua Bowman como Daniel Grayson
- Barry Sloane como Aiden Mathis (Regular a partir do episódio 14)
- Christa B. Allen como Charlotte Grayson/Clarke
- Ashley Madekwe como Ashley Davenport
- Connor Paolo como Declan Porter

### Elenco Recorrente
- Margarita Levieva como Amanda Clarke/Emily Thorne
- Jennifer Jason Leigh como Kara Clarke-Murphy[1]
- Dilshad Vadsaria como Padma Lahari[2]
- Roger Bart como Mason Treadwell
- James Tupper como David Clarke
- James Morrison como Gordon Murphy/"O Grisalho"
- J. R. Bourne como Kenny Ryan[3]
- Cary-Hiroyuki Tagawa (substituindo Hiroyuki Sanada) como Satoshi Takeda[4]
- Wendy Crewson como Helen Crowley[5]
- Michael Trucco como Nate Ryan
- Burn Gorman como Trask
- Seychelle Gabriel como Regina George
- Emily Alyn Lind como Amanda Clarke (criança - 09 anos de idade)
- Alyvia Alyn Lind como Amanda Clarke (criança - 05 anos de idade)

### Elenco Convidado
- EJ Bonilla como Marco Romero
- Collins Pennie como Eli James
- Jonathan Adams como Matt Duncan
- Todd Grinnell como Dr. Thomas
- Dylan Walsh como Jason Prosser
- Susan Park como Edith Long/"O Falcão"
- Jessica Tuck como Allison Stoddard
- Adrienne Barbeau como Marion Harper
- Joaquim de Almeida como Salvador Grobet
- Michael Nardelli como Trey Chandler[6]
- Juju Chang como ela mesma

## Episódios
| No. geral | No. | Título          | Dirigido por        | Escrito por                       | Exibição                | Audiência (milhões) |
| --------- | --- | --------------- | ------------------- | --------------------------------- | ----------------------- | ------------------- |
| 23        | 1   | "Destiny"       | Kenneth Fink        | Mike Kelley & Mark B. Perry       | 30 de Setembro de 2012  | 9.74                |
| 24        | 2   | "Resurrection"  | David Grossman      | Sallie Patrick                    | 7 de Outubro de 2012    | 8.36                |
| 25        | 3   | "Confidence"    | J. Miller Tobin     | Gretchen J. Berg & Aaron Harberts | 14 de Outubro de 2012   | 8.28                |
| 26        | 4   | "Intuition"     | Randy Zisk          | Dan Dworkin & Jay Beattie         | 21 de Outubro de 2012   | 8.71                |
| 27        | 5   | "Forgiveness"   | Matt Earl Beesley   | Sunil Nayar                       | 28 de Outubro de 2012   | 8.18                |
| 28        | 6   | "Illusion"      | Bobby Roth          | Michael Foley                     | 4 de Novembro de 2012   | 7.94                |
| 29        | 7   | "Penance"       | Colin Bucksey       | Elle Triedman                     | 11 de Novembro de 2012  | 7.73                |
| 30        | 8   | "Lineage"       | Christopher Misiano | Nikki Toscano                     | 25 de Novembro de 2012  | 6.92                |
| 31        | 9   | "Revelations"   | Kenneth Fink        | Ted Sullivan                      | 2 de Dezembro de 2012   | 7.65                |
| 32        | 10  | "Power"         | Roger Kumble        | Joe Fazzio                        | 6 de Janeiro de 2013    | 7.12                |
| 33        | 11  | "Sabotage"      | John Scott          | Dan Dworkin & Jay Beattie         | 13 de Janeiro de 2013   | 6.17                |
| 34        | 12  | "Collusion"     | Matt Shakman        | Sallie Patrick & Sunil Nayar      | 20 de Janeiro de 2013   | 5.75                |
| 35        | 13  | "Union"         | Wendey Stanzler     | Michael Foley & Ted Sullivan      | 10 de Fevereiro de 2013 | 5.20                |
| 36        | 14  | "Sacrifice"     | Stefan Schwartz     | Mark B. Perry & Joe Fazzio        | 17 de Fevereiro de 2013 | 5.99                |
| 37        | 15  | "Retribution"   | Helen Hunt          | Nikki Toscano & Elle Triedman     | 10 de Março de 2013     | 6.97                |
| 38        | 16  | "Illumination"  | Bobby Roth          | Michael Foley & Sallie Patrick    | 17 de Março de 2013     | 6.57                |
| 39        | 17  | "Victory"       | Colin Bucksey       | Dan Dworkin & Jay Beattie         | 24 de Março de 2013     | 6.31                |
| 40        | 18  | "Masquerade"    | Allison Liddi-Brown | Sunil Nayar & JaSheika James      | 31 de Março de 2013     | 5.49                |
| 41        | 19  | "Identity"      | Charlie Stratton    | Joe Fazzio & Ted Sullivan         | 28 de Abril de 2013     | 6.05                |
| 42        | 20  | "Engagement"    | John Terlesky       | Elle Triedman & Sallie Patrick    | 5 de Maio de 2013       | 6.28                |
| 43        | 21  | "Truth: Part 1" | Randy Zisk          | Michael Foley & Nikki Toscano     | 12 de Maio de 2013      | 6.12                |
| 44        | 22  | "Truth: Part 2" | J. Miller Tobin     | Mike Kelley & Mark B. Perry       | 12 de Maio de 2013      | 6.12                |